# Superior (Montana)
Superior – miasto w Stanach Zjednoczonych, w stanie Montana, siedziba administracyjna hrabstwa Mineral.